# Orlando Sentinel
L'Orlando Sentinel è il principale quotidiano di Orlando, in Florida, Stati Uniti, e della regione della Florida Centrale. Fu fondato nel 1876 ed è attualmente di proprietà della Tribune Publishing Company.

## Descrizione
A livello editoriale, è storicamente incline al conservatorismo; tuttavia, ha approvato i candidati democratici alla presidenza in tre delle ultime quattro elezioni presidenziali: John Kerry nel 2004, Barack Obama nel 2008 e Hillary Clinton nel 2016.
Nel giugno 2019, il giorno del raduno della campagna di rielezione del presidente Trump a Orlando, il Sentinel ha fatto notizia nazionale quando il comitato editoriale ha pubblicato un articolo dicendo che non avrebbe appoggiato il presidente, tra le loro ragioni, per "il caos, la divisione, gli insulti da cortile, l'auto-esaltazione, la corruzione e soprattutto le bugie."

## Riconoscimenti
- 1982: Gerald Loeb Award Honorable Mention for Small Newspapers per "The Federal Impact Series"[6][7]
- 1988: Premio Pulitzer per il miglior editoriale, Jane Healy, "per la sua serie di editoriali che protestavano per lo sviluppo eccessivo di Orange County della Florida."
- 1993: Premio Pulitzer per il miglior giornalismo investigativo, Jeff Brazil e Steve Berry, "per aver denunciato il sequestro ingiusto di milioni di dollari da parte degli automobilisti - la maggior parte delle quali minoranze - da parte della squadra anti-droga di uno sceriffo."
- 2000: Premio Pulitzer per il miglior editoriale, John C. Bersia, "per la sua appassionata campagna editoriale che attacca le pratiche di prestito predatorio nello stato, che ha portato a cambiamenti nelle normative locali sui prestiti."